# Article de presse
Pour les articles homonymes, voir Article et papier (homonymie).
En journalisme, un article est un texte qui relate un événement, présente des faits ou expose un point de vue. Il s'appuie pour cela sur différentes sources d'information orales ou écrites.

## Histoire
En France, l'apparition des premiers articles de presse coïncide avec le développement de l'imprimerie, qui permet de diffuser des feuilles volantes comportant des « nouvelles ». À partir du XVe siècle, les « occasionnels », surtout vendus par colportage, se composent d'un ou plusieurs textes consacrés à un événement (bataille, célébration, décès d'une personnalité, etc.) et illustrés par des gravures sur bois.
Les ancêtres des publications de presse telles qu'on les connaît aujourd'hui datent du début du XVIIe siècle, avec les premières gazettes qui rendent compte plus ou moins régulièrement de l'actualité dans des articles distincts. En 1631, La Gazette de Théophraste Renaudot publie des nouvelles de l'étranger et de la Cour. Le ton de ses articles étant jugé trop neutre ou trop soumis au pouvoir, d'autres publications font leur apparition, privilégiant les articles de commentaires. La Révolution française, qui consacre « la libre communication de la pensée et des opinions », permet à tout citoyen d'écrire et d'imprimer librement. Les critiques et les prises de position constituent alors l'essentiel des articles de l'époque.
La Révolution industrielle et la loi sur la liberté de la presse du 29 juillet 1881 vont engendrer une nouvelle forme de journalisme. Les échos, les billets et les brèves cohabitent dans les journaux avec un nouveau genre d'article, le reportage. À la fin du XIXe siècle, les quotidiens atteignent des tirages spectaculaires, Le Petit Journal, Le Petit Parisien et Le Matin dépassant le million d'exemplaires. L'impact de certains articles est alors considérable, comme le célèbre J'accuse d'Émile Zola paru dans L'Aurore à l'occasion de l'affaire Dreyfus, ou l'enquête d'Albert Londres sur le bagne de Cayenne parue dans Le Petit Parisien.
Après la Première Guerre mondiale, l'expansion de la presse périodique et le développement de la presse régionale donnent lieu à une segmentation du lectorat en même temps qu'à de nouvelles formes de traitement des informations : chroniques, conseils pratiques, reportages illustrés, etc.

## Genres journalistiques
Les articles peuvent prendre plusieurs formes différentes, et être issus de procédés journalistiques divers : éditorial, reportage, interview, brève, etc. Ce sont des genres journalistiques.

## Style
La rédaction d'un article répond à un certain nombre de règles :
- La première d'entre elles est le choix de l'angle. Un angle est un choix éditorial, une prise de position de l'auteur en fonction des questions soulevées par le sujet, par une polémique, par les conséquences induites...Un bon article de presse est un article qui possède un angle bien posé.
- Le titre et si possible l'introduction doivent présenter brièvement l'information.
- Le contenu doit répondre aux questions qui, quoi, où, quand, comment, pourquoi ? (QQOQCP).
- L'essentiel de l'information doit apparaître dès le début du texte.
- Le style doit privilégier les phrases courtes et éviter le jargon ou, à défaut, l'expliquer.
- La longueur demandée (ou calibrage) doit être respectée.
- La présentation doit renforcer la lisibilité du texte, notamment grâce au sous-titre (ou chapeau), aux intertitres et aux légendes des photos.

## Structure
La majorité des articles se composent de trois grandes parties :
- L'attaque, qui est la première phrase du texte, et qui doit inciter le lecteur à lire la suite de l'article. Elle se compose souvent d'une phrase sans verbe, d'une description imagée ou d'une citation.
- Le corps de l'article, qui est constitué de la plus grande partie du texte. Selon sa longueur, il peut être séparé par des intertitres.
- La chute, qui est la dernière phrase de l'article, sert à marquer la fin du texte. Elle prend souvent la forme d'une question, d'une comparaison ou d'une phrase-clé reprise du corps de l'article. À la différence d'une conclusion, elle doit être brève et frappante.

En plus du titre et du corps du texte, un article peut être complété par d'autres éléments :
- Le sous-titre (ou « chapeau ou chapô »), qui précède l'article proprement dit. Il sert à résumer l'information et à inciter le lecteur à s'intéresser à l'article. Il est souvent présenté en caractères gras ou en italiques.
- L'encadré, qui est une forme d'article destiné à apporter un éclairage sur un des aspects dont traite l'article principal. Un article consacré à un sportif peut, par exemple, être accompagné d'un encadré sur la carrière de ce sportif. Un article sur l'adoption d'une loi par les députés peut s'accompagner d'un encadré qui retracera l'histoire de cette loi.